# 服部誠一
服部 誠一（はっとり せいいち、1841年4月6日〈天保12年2月15日〉 - 1908年〈明治41年〉8月15日）は、明治時代の文学者・ジャーナリスト。
号は撫松（ぶしょう）。陸奥国（現福島県）出身。

## 生涯
1841年、二本松藩の儒官であった服部半十郎（洞城）の長男として生まれる。祖父の服部半十郎（大方）は信州人だったが、二本松藩の儒官に聘され、その子の半十郎も儒官として勤めた。藩校敬学館、湯島聖堂に学んだ後、藩校の教授を務めた。1869年に藩の公用人として上京したが、廃藩置県により職を失い著述業に転じた。
1874年、文明開化のさなかにあった東京の風俗を描いた、寺門静軒『江戸繁盛記』の明治版ともいうべき『東京新繁昌記』を出版し、文体も『江戸繁盛記』流の変体漢文で、当時福沢諭吉『西洋事情』『世界国尽』に並ぶ、1万数千部のベストセラーとなる。この収入によって湯島妻恋坂に新邸を営み、吸霞楼と号した。またこの知名度により、当時の著作の作者名や序文に服部の名を借りるものが多くあった。木版であった『東京新繁昌記』の活字版雑誌として、1876年に九春社を設立して週刊の『東京新誌』を発刊した。内容は、『繁昌記』風の漢文と、仮名交り文の戯文や、東条竹翆による人情小説で、著名人の艶聞や政治への諷刺批評を縦横して、当時としては大きな発行部数を得た。続いて姉妹誌『春野草誌』も発行、仮名文を多くし、服部以外の文章も多く、1年ほどで廃刊した。1880年頃には政論雑誌『江湖新報』を刊行し、週2回発行。1882年に紙商人丸谷新八の支援で九春社の事業を拡大し、『東京新繁昌記 後篇』、馬琴作品を明治に移した『第二世夢想兵衛胡蝶物語』、唐の伝記本『繍像奇談』などを発行した。
1882年には立憲改進党に加入し、山田喜之助、市島謙吉、高田早苗、天野為之、砂川俊雄らと政治新聞『内外政党事情』（四通社）を発行。各参加者の多忙により数ヶ月で廃刊となったが、次いで民権拡張を論じる『広益問答新聞』『中外広間新報』などを発行した。これらは政府批判から、たびたび発禁処分となった。
『東京新誌』も新聞紙条例によりたびたび罰金や発売禁止処分を受けたが、井上馨令嬢の暴露記事により、ついに恒久の発行禁止処分を受けることになった。直ちに同様の内容の『吾妻新誌』を発行開始したが、丸谷新八と経営面で訴訟となり、『吾妻新誌』は丸八に譲り、1888年『京華春報』を発刊、しかしこの頃には漢文雑誌は時代に合わなくなって廃刊となった。
その後、文部省図書課詰などを経て、1896年に宮城県尋常中学校（現・宮城県仙台第一高等学校）の教員となり、作文や漢文を教えた。その時の教え子には吉野作造らがいる。
1908年に夏期休暇で上京したが、脳溢血（または心臓麻痺）のため東京市牛込区納戸町（現・新宿区納戸町）の長男宅で死去した。戒名は浄先院真誉清観居士。墓所は青山霊園1-ロ-7-23。死の直前、袁世凱の長男の家庭教師となり、日本に一時帰国していた吉野作造を訪ねて「老後の思ひ出に支那に行きたいから周旋しろ」と頼んでいたが、それはかなわなかった。
徳光和夫は曽孫。

## 影響
『東京新繁昌記』から『東京新誌』の文体は、六朝風や六経の引用から浄瑠璃の文句、都々逸、漢詩など多彩なものを一体にした大胆なもので、また妾を「権妻」、官吏を鯰、泥鰌と呼ぶのも服部の造語だった。『東京新繁昌記』により『江戸繁盛記』が再び注目されるとともに、続いて同種の作品として成島柳北『柳橋新誌』、石井南橋『新橋雑記』、菊池三渓『西京伝新記』、総生寛『東京繁昌新詩』、関槎盆子『銀街小誌』、その他地方を題材にした類書がさまざまに出たが、売れ行きでは及ぶところではなかった。
『東京新誌』の花柳界などの記事執筆者には、桑野鋭（顧柳散史、『龍山北誌』）、荒井繚太郎（金繚散史）、三木愛花（『仙洞綺話』『仙洞余談』『仙洞美人禅』、大久保常吉（夢遊仙史）、西森武城（骨皮道人）、結城賛（凡鳥道人、『扶桑橋花譜』）などがいた。